# Haute Cour (Tunisie)
Pour les articles homonymes, voir Haute Cour.
La Haute Cour est une institution judiciaire tunisienne créée par l'article 68 de la Constitution du 1er juin 1959 et supprimée par la Constitution du 10 février 2014.
Elle se constitue en cas de haute trahison commise par un membre du gouvernement. 
La compétence et la composition de la Haute Cour ainsi que la procédure applicable devant elles sont fixées par la loi.
Parmi ceux qui ont été traduits devant la Haute Cour figure l'ancien ministre Ahmed Ben Salah, condamné le 25 mai 1970 à dix ans de travaux forcés. Parmi ses membres à l'occasion de cette condamnation figure Béchir Zarg Layoun.